# Tura testacea
Tura testacea är en kräftdjursart som beskrevs av Gustav Budde-Lund 1908A. Tura testacea ingår i släktet Tura och familjen Porcellionidae. Inga underarter finns listade i Catalogue of Life.